# Зимняя сказка (фильм, 1992)
«Зимняя сказка» (фр. Conte d'hiver) — французский кинофильм Эрика Ромера, вышедший в 1992 году. Второй фильм из цикла «Времена года». Фильм участвовал в конкурсной программе Берлинского кинофестиваля 1992 года.

## Сюжет
Находясь в отпуске, молодая женщина Фелиси заводит роман с другим отдыхающим, Шарлем, проводя с ним дни и ночи. Прощаясь, Фелиси случайно допускает ошибку в своём адресе (город Курбевуа вместо Леваллуа) и теряет Шарля, который теперь не сможет её найти. Через пять лет Фелиси живёт в Париже и продолжает любить Шарля, от которого родилась дочь. Впрочем, это не мешает ей одновременно встречаться с бизнесменом-парикмахером Максансом и интеллектуалом-библиотекарем Лоиком. Максанс уходит от жены и уезжает в Невер. Фелиси бросает Лоика и переезжает с дочерью к Максансу. Но затем, считая, что Максанса она любит недостаточно, Фелиси уезжает обратно в Париж. Лоик, уже как друг, ведёт Фелиси на спектакль «Зимняя сказка» по Шекспиру, который глубоко трогает Фелиси. Накануне Рождества Фелиси случайно встречает в автобусе Шарля. Шарль рад встрече и своей найденной дочке и предлагает им поехать с ним в Бретань. Рождество Фелиси встречает у своей мамы вместе с Шарлем, дочкой и пришедшими в гости родственниками.

## Награды
- Приз ФИПРЕССИ 42-го Берлинского международного кинофестиваля